# Lliga belarussa de futbol
La lliga belarussa de futbol (en belarús Вышэйшая ліга Vixzixaia Liga) és la màxima competició futbolística de Belarús. És organitzada per la Federació Belarussa de Futbol.
Va ser creada l'any 1992 amb la independència del país. En un principi fou dominada pel FK Dinamo Minsk, el club belarús amb més història, que guanyà cinc campionats consecutius a les cinc primeres edicions. Però als darrers anys el FK BATE l'ha superant tant en títols consecutius com en totals.

## Competició
Hi prenen part dotze equips, en sistema de tots contra tots a tres voltes, amb 33 partits en total. La victòria dona 3 punts i l'empat 1. Al final de temporada el darrer equip classificat baixa a la segona divisió (Primera Lliga) i és substituït pel campió d'aquesta categoria. El penúltim classificat juga una eliminatòria a partit únic com a local contra el guanyador del partit que ha enfrontat al segon i al tercer de la segona divisió a la temporada regular.
Gràcies a les bones actuacions del BATE a les competicions europees, la Lliga belarussa ha augmentat des de la temporada 2008/09 el seu coeficient UEFA, situant-se vora el lloc 20é de la classificació. Tot i això encara queda lluny de poder incrementar la seva participació en les competicions europees. Actualment compta amb quatre llocs. El campió de la Lliga juga la Lliga de Campions, mentre el segon i el tercer, juntament amb el campió de la Copa, jugen la Lliga Europa.

## Equips participants temporada 2017
| - FK Xakhtor Soligorsk - FK BATE - FK Dinamo Minsk - FK Slutsk - FK Tarpeda-BelAZ Jodzina - FK Neman Grodno - FK Gorodeya - FK Gomel | - FK Dnjapro - FK Vitebsk - FK Dinamo Brest - FK Krumkachy Minsk - FK Minsk - FK Slavia-Mozir - FK Isloch - FK Naftan Novopolotsk |

## Historial
Font:

### Campions de l'RSS de Belarús
- 1934: BVO (Minsk)
- 1935: BVO (Minsk)
- 1936: BVO (Minsk)
- 1937: FK Dinamo Minsk
- 1938: FK Dinamo Minsk
- 1939: FK Dinamo Minsk
- 1940: DKA (Minsk)
- 1941-44: Desconegut
- 1945: FK Dinamo Minsk
- 1946: ODO (Minsk)
- 1947: Tarpeda Minsk
- 1948: Traktor MTZ (Minsk)
- 1949: Torpedo MTZ (Minsk)
- 1950: ODO (Minsk)
- 1951: FK Dinamo Minsk
- 1952: ODO (Minsk)
- 1953: Spartak (Minsk)
- 1954: ODO (Pinsk)
- 1955: FSM (Minsk)
- 1956: Spartak Minsk
- 1957: Spútnik (Minsk)
- 1958: Spartak Minsk
- 1959: Minsk
- 1960: Spútnik (Minsk)
- 1961: Volna (Pinsk)
- 1962: Tarpeda Minsk
- 1963: Naroch' (Molodechno)
- 1964: SKA (Minsk)
- 1965: SKA (Minsk)
- 1966: Tarpeda Minsk
- 1967: Tarpeda Minsk
- 1968: Spútnik (Minsk)
- 1969: Tarpeda Minsk
- 1970: BelAZ Jodzina
- 1971: BelAZ Jodzina
- 1972: Stroitel' (Bobruisk)
- 1973: Stroitel' (Bobruisk)
- 1974: FK BATE
- 1975: FK Dinamo Minsk
- 1976: FK BATE
- 1977: Spútnik (Minsk)
- 1978: Xinnik Babruisk
- 1979: FK BATE
- 1980: BelAZ Jodzina
- 1981: BelAZ Jodzina
- 1982: Torpedo (Mogilev)
- 1983: Obuvschik (Lida)
- 1984: Orbita (Minsk)
- 1985: Obuvschik (Lida)
- 1986: Obuvschik (Lida)
- 1987: Xinnik Babruisk
- 1988: Spútnik (Minsk)
- 1989: Obuvschik (Lida)
- 1990: Spútnik (Minsk)
- 1991: Metallurg (Molodechno)

### Campions de la lliga de Belarús
- 1992:  FK Dinamo Minsk (1)
- 1992-93:  FK Dinamo Minsk (2)
- 1993-94:  FK Dinamo Minsk (3)
- 1994-95:  FK Dinamo Minsk (4)
- 1995:  FK Dinamo Minsk (5)
- 1996:  FK MPKC Mazir (1)
- 1997:  FK Dinamo Minsk (6)
- 1998:  FK Dnepro-Transmax (1)
- 1999:  FK BATE (1)
- 2000:  FK Slavia Mazir (2)
- 2001:  FK Belxina Babruisk (1)
- 2002:  FK BATE (2)
- 2003:  FK Gomel (1)
- 2004:  FK Dinamo Minsk (7)
- 2005:  FK Xakhtor Soligorsk (1)
- 2006:  FK BATE (3)
- 2007:  FK BATE (4)
- 2008:  FK BATE (5)
- 2009:  FK BATE (6)
- 2010:  FK BATE (7)
- 2011:  FK BATE (8)
- 2012:  FK BATE (9)
- 2013:  FK BATE (10)
- 2014:  FK BATE (11)
- 2015:  FK BATE (12)
- 2016:  FK BATE (13)
- 2017:  FK BATE (14)
- 2018:  FK BATE (15)
- 2019:  FK Dinamo Brest (1)
- 2020:  FK Xakhtor Soligorsk (2)
- 2021:  FK Xakhtor Soligorsk (3)
- 2022:  FK Xakhtor Soligorsk [a]
- 2023:  FK Dinamo Minsk (8)
- 2024:  FK Dinamo Minsk (9)

1. ↑  Shakhtyor Soligorsk i Energetik-BGU Minsk van ser considerats culpables d'arranjament de partits per la Federació de Futbol de Belarús i se'ls va denegar les llicències de la UEFA. Com a resultat, el lloc de la Lliga de Campions reservat al primer classificat es va atorgar al tercer classificat (BATE Borisov). El campionat fou declarat sense campió final.[2]